# Wilma Popper
Wilhelmina „Wilma“ Popper (geboren am 11. Mai 1857 in Raab; gestorben am 6. November 1944 im KZ Auschwitz) war eine ungarische Schriftstellerin. Sie schrieb in deutscher und ungarischer Sprache.

## Leben
Wilma Popper war die Tochter des Arztes Armin Popper und der Josefine Leon. Sie blieb unverheiratet. Popper verfasste bereits in frühen Jahren Erzählungen und Märchen, die in deutschen und ungarischen Journalen veröffentlicht wurden. Sie publizierte zahlreiche Novellenbände, die zum Teil der Kinder- und Jugendliteratur zuzurechnen sind. Teile ihres Werkes sind von scharfer Gesellschaftskritik geprägt. Max Geißler rühmte 1913 ihr „[f]eines novellistisches Talent in den Qualitäten künstlerischen Erzählertums“, hob aber auch hervor, dass sie „die Grenzen ihrer Begabung erkannt“ habe.
Von 1894 bis 1920 war Popper Mitglied im Verein der Schriftstellerinnen und Künstlerinnen Wien, dort war sie anlässlich der „geselligen Abende“ eine häufig gelesene Autorin.
Aufgrund ihrer jüdischen Herkunft wurde sie im KZ Auschwitz ermordet.

## Werke
- Märchen und Geschichten für große und kleine Kinder. Wartig, Leipzig 1891.
- Altmodische Leute. Novelletten und Skizzen. Pierson, Dresden 1894.
- Miniaturen. Novelletten. Pierson, Dresden 1896.[5]
- Neue Märchen und Geschichten. Pierson, Dresden 1898.[5]
- Sonderlinge. Novelletten. Pierson, Dresden 1899.
- Nieten. Novellen. Pierson, Dresden 1900.[5]
- Gegen den Strom. Novellen. Pierson, Dresden 1902.[5]
- Die Fahne hoch. Ein Buch für Knaben. Pierson, Dresden 1902.
- Fratres sumus. Novellen. Pierson, Dresden 1903.[5]
- Fünfe aus einer Hülse. Novellen. Stern, Wien 1904.
- Kleine Münze. Skizzen und Parabeln. Modernes Verlagsbureau, Leipzig 1906.[5]
- Wintersonne. Novellen. Wigand: Berlin / Leipzig 1907.[6]
- Fromme Seelen. Novellen. Volger, Leipzig-Gohlis 1909.
- Feierabend. Ein Buch für die Alten. Novellen. Konegen, Wien 1914.
- Fabeln und Parabeln. Pierson, Dresden 1926.